# Diego Gastón Ordóñez
Diego Gastón Ordóñez (Rosario, Santa Fe, 26 de marzo de 1974) es un exfutbolista argentino. Jugaba de defensor y su primer club fue Rosario Central. 
Actualmente se desempeña como ayudante de campo de Martín Cardetti en el Real Cartagena en la Segunda División de Colombia.

## Carrera
Tuvo su debut como profesional durante 1993, en la Copa Centenario de la AFA, torneo en el que Rosario Central presentó mayoría de juveniles. A mediados de 1995, y con la llegada de Ángel Tulio Zof una vez más al banco canalla, Ordóñez ganó la titularidad en el puesto de marcador de punta por el sector derecho. Conformó así el equipo base que obtuvo la Copa Conmebol 1995, primer título internacional para el club, y luego de remontar un 0-4 en la final de ida. Hasta 1998 fue el lateral derecho titular, llegando a jugar 133 partidos y a marcar 2 goles; a mediados de dicho año fue transferido a Gimnasia y Esgrima de Jujuy, que contaba con la conducción de Néstor Manfredi. Luego de una temporada en el Lobo jujeño, tiene un fugaz paso por el fútbol español, en Real Jaén. Prosiguió su carrera por equipos del fútbol de ascenso argentino, hasta retirarse en Sarmiento de Resistencia.

## Clubes
| Club                            | País      | Año       |
| ------------------------------- | --------- | --------- |
| Rosario Central                 | Argentina | 1993-1998 |
| Gimnasia y Esgrima (Jujuy)      | Argentina | 1998-1999 |
| Real Jaén                       | España    | 2000      |
| Argentino (Rosario)             | Argentina | 2004-2005 |
| Guillermo Brown (Puerto Madryn) | Argentina | 2005-2006 |
| Sarmiento (Resistencia)         | Argentina | 2006      |

## Palmarés

### Títulos internacionales
| Título        | Equipo          | País      | Año  |
| ------------- | --------------- | --------- | ---- |
| Copa Conmebol | Rosario Central | Argentina | 1995 |